# شيغاتسي
شيغاتسي (بالإنجليزية: Xigazê)‏ هي عمالة (تقسيم إداري) تقع في الصين في أزمة التبت والصين.[بحاجة لمصدر]  يقدر عدد سكانها بـ 703,292 نسمة ومساحتها 182,000 كم2 .

## المناخ
يظهر الجدول التالي التغييرات المناخية على مدار السنة لشيغاتسي:
| البيانات المناخية لـشيغاتسي       | البيانات المناخية لـشيغاتسي | البيانات المناخية لـشيغاتسي | البيانات المناخية لـشيغاتسي | البيانات المناخية لـشيغاتسي | البيانات المناخية لـشيغاتسي | البيانات المناخية لـشيغاتسي | البيانات المناخية لـشيغاتسي | البيانات المناخية لـشيغاتسي | البيانات المناخية لـشيغاتسي | البيانات المناخية لـشيغاتسي | البيانات المناخية لـشيغاتسي | البيانات المناخية لـشيغاتسي | البيانات المناخية لـشيغاتسي |
| الشهر                             | يناير                       | فبراير                      | مارس                        | أبريل                       | مايو                        | يونيو                       | يوليو                       | أغسطس                       | سبتمبر                      | أكتوبر                      | نوفمبر                      | ديسمبر                      | المعدل السنوي               |
| --------------------------------- | --------------------------- | --------------------------- | --------------------------- | --------------------------- | --------------------------- | --------------------------- | --------------------------- | --------------------------- | --------------------------- | --------------------------- | --------------------------- | --------------------------- | --------------------------- |
| متوسط درجة الحرارة الكبرى °م (°ف) | 5.6 (42.1)                  | 7.9 (46.2)                  | 10.9 (51.6)                 | 15.2 (59.4)                 | 18.9 (66.0)                 | 22.2 (72.0)                 | 20.8 (69.4)                 | 19.7 (67.5)                 | 18.5 (65.3)                 | 15.1 (59.2)                 | 10.3 (50.5)                 | 6.8 (44.2)                  | 14.3 (57.8)                 |
| المتوسط اليومي °م (°ف)            | −3.7 (25.3)                 | −0.8 (30.6)                 | 2.8 (37.0)                  | 7.3 (45.1)                  | 11.0 (51.8)                 | 14.9 (58.8)                 | 14.7 (58.5)                 | 13.9 (57.0)                 | 12.1 (53.8)                 | 6.9 (44.4)                  | 1.0 (33.8)                  | −2.7 (27.1)                 | 6.5 (43.6)                  |
| متوسط درجة الحرارة الصغرى °م (°ف) | −13.0 (8.6)                 | −9.4 (15.1)                 | −5.3 (22.5)                 | −0.7 (30.7)                 | 3.2 (37.8)                  | 7.6 (45.7)                  | 8.7 (47.7)                  | 8.1 (46.6)                  | 5.7 (42.3)                  | −1.2 (29.8)                 | −8.3 (17.1)                 | −12.2 (10.0)                | −1.4 (29.5)                 |
| الهطول مم (إنش)                   | 0 (0)                       | 0 (0)                       | 2 (0.1)                     | 3 (0.1)                     | 15 (0.6)                    | 60 (2.4)                    | 129 (5.1)                   | 146 (5.7)                   | 58 (2.3)                    | 7 (0.3)                     | 2 (0.1)                     | 0 (0)                       | 422 (16.7)                  |
| المصدر: Climate-Data.org          |                             |                             |                             |                             |                             |                             |                             |                             |                             |                             |                             |                             |                             |

## معرض صور

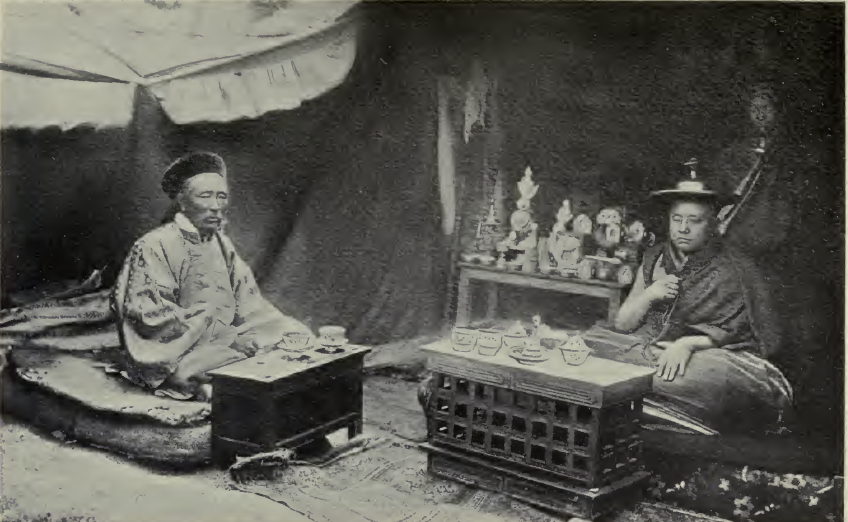
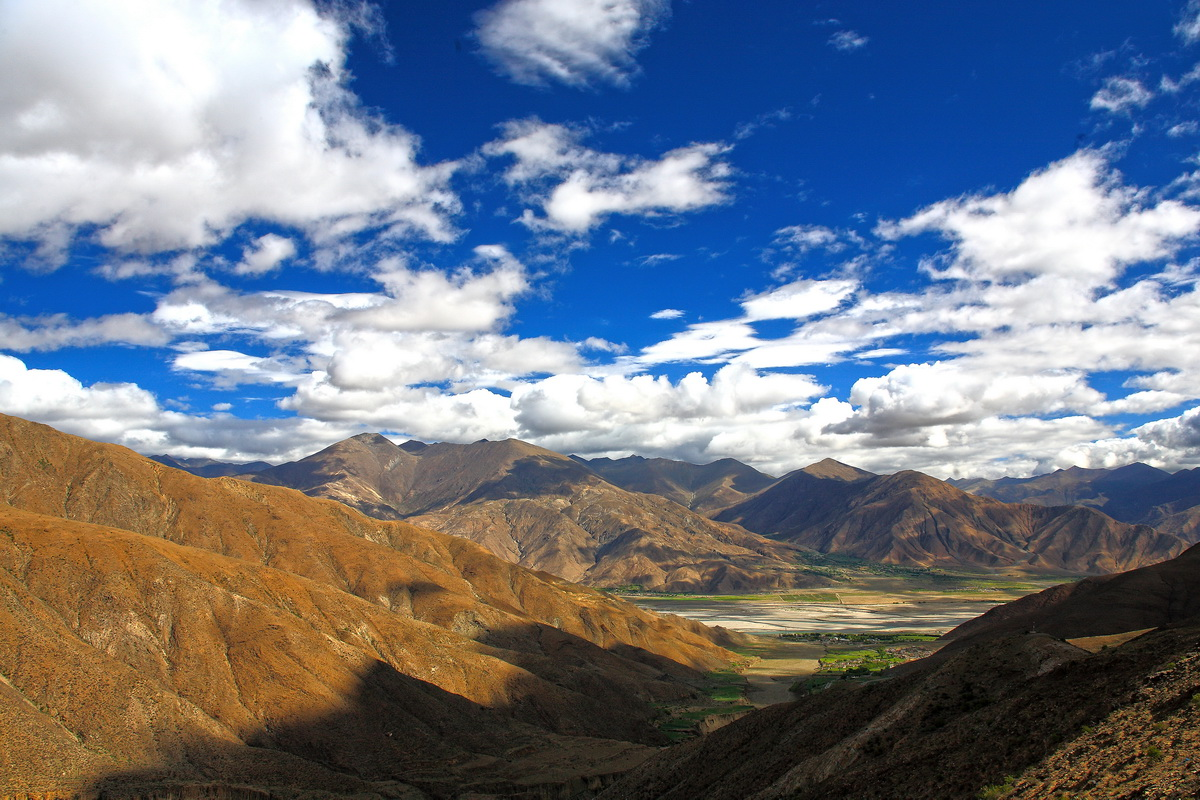
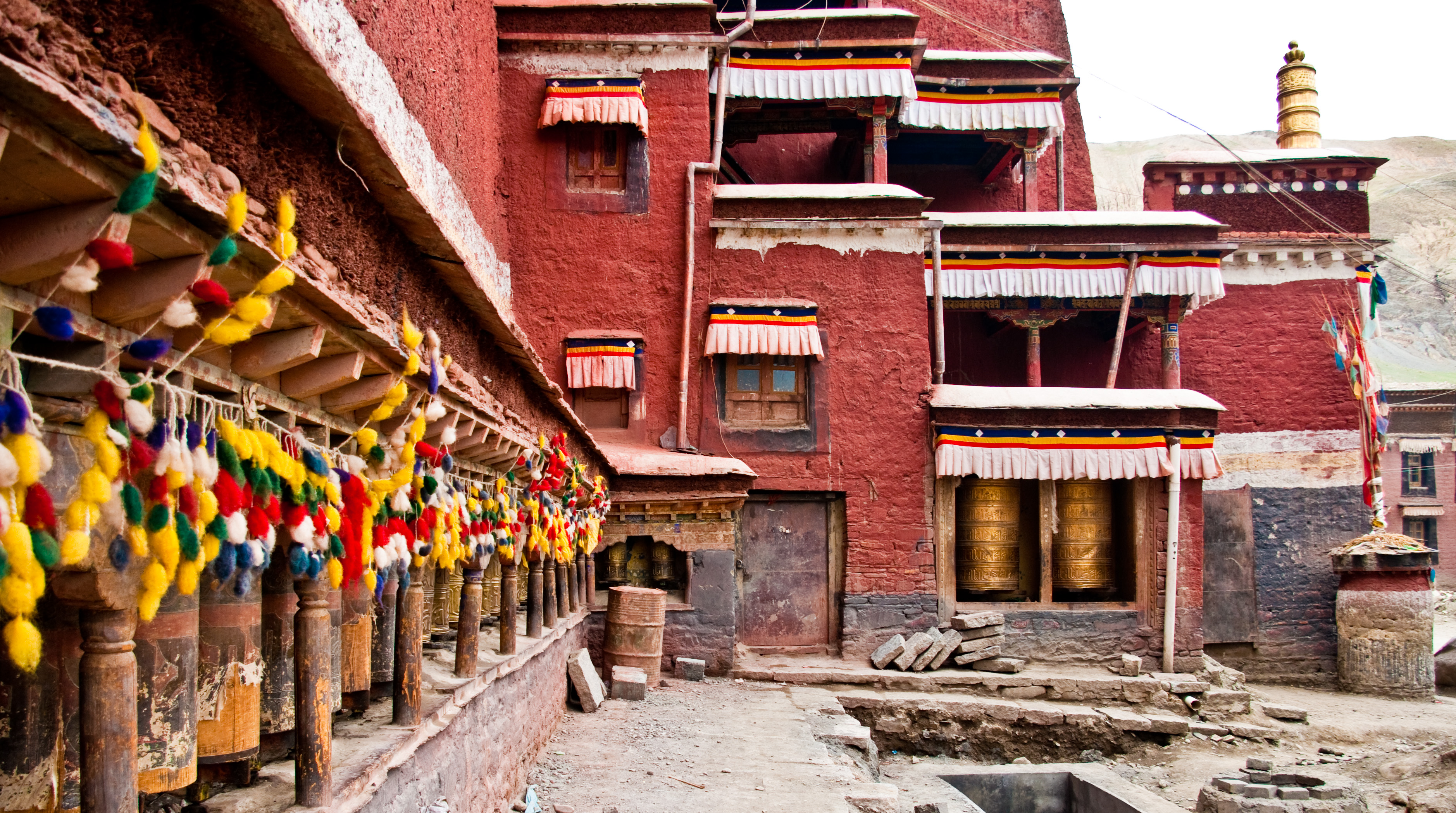
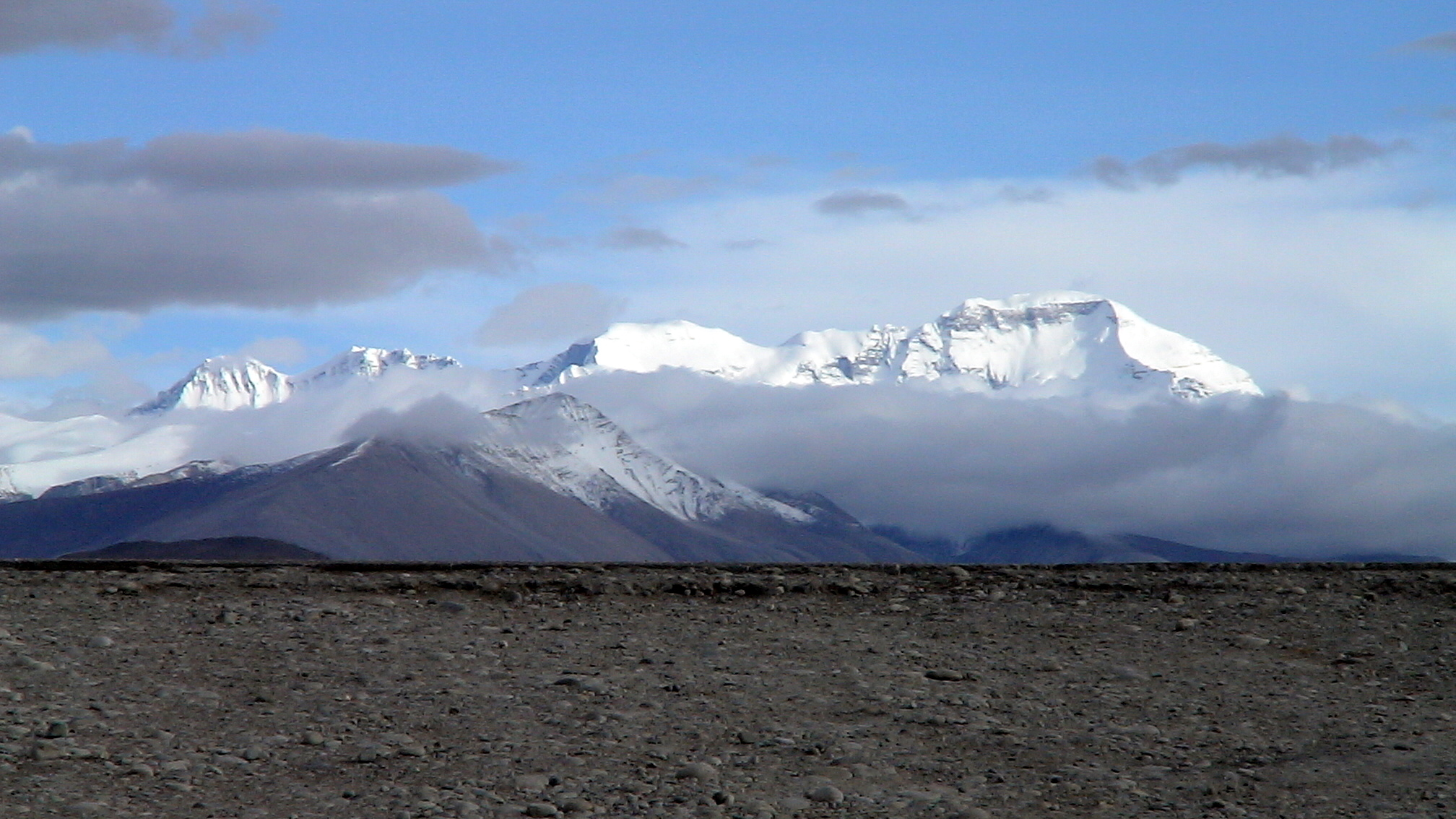
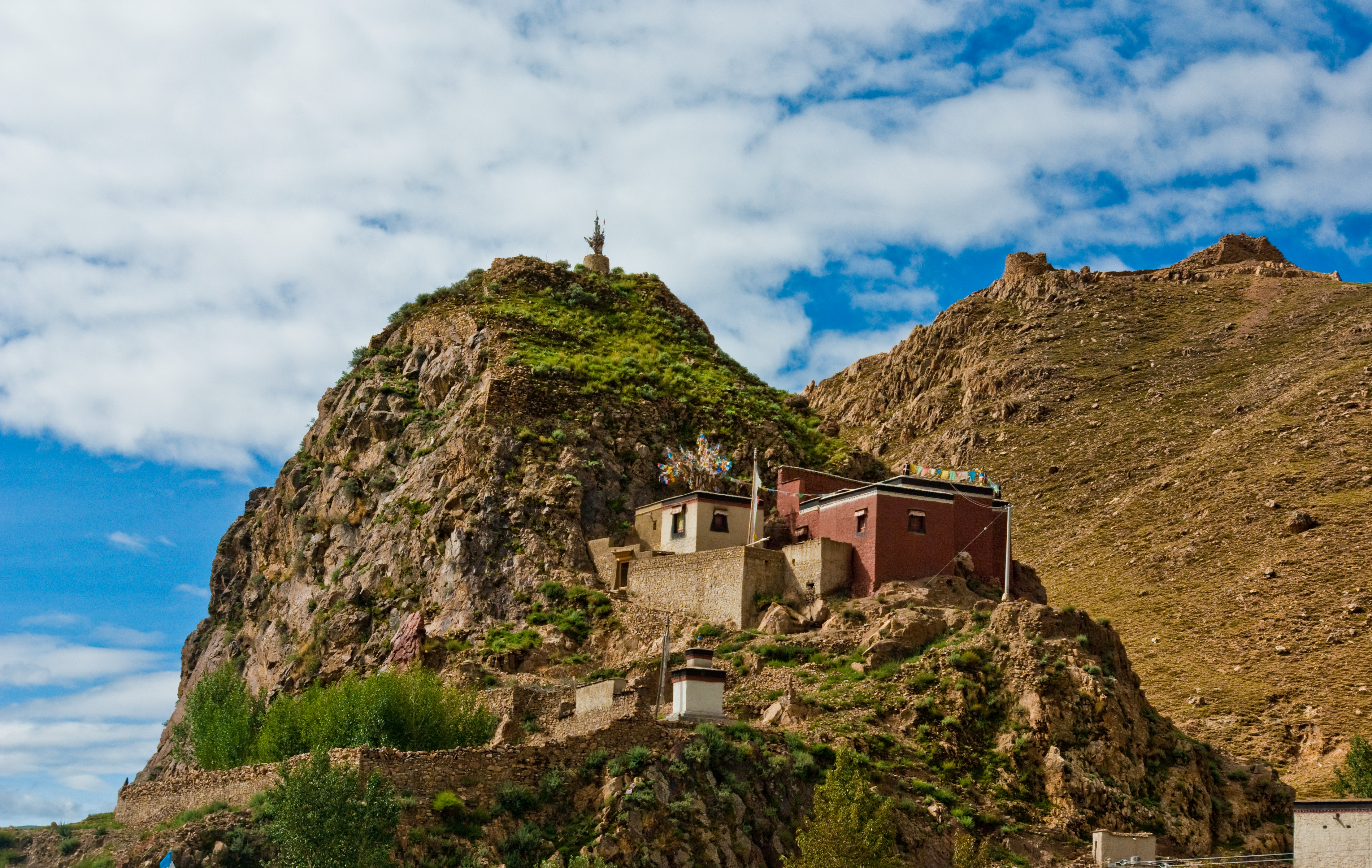